# Maria Corleone (serie televisiva)
Maria Corleone è una serie televisiva italiana diretta da Mauro Mancini, trasmessa in prima visione su Canale 5 dal 13 settembre 2023 al 20 maggio 2025, con protagonisti Rosa Diletta Rossi, Fortunato Cerlino e Alessandro Fella.

## Trama
Maria Corleone è una giovane stilista cresciuta in una famiglia mafiosa che, per realizzare il suo sogno, si è trasferita da Palermo a Milano. Una volta rientrata nella sua città natale, per festeggiare l'anniversario di matrimonio dei suoi genitori, Maria rimane coinvolta in un attentato mafioso, durante il quale viene ucciso il fratello gemello Giovanni. Dopo l'attentato, per difendere l'onore della sua famiglia, inizia a collaborare con i boss della mafia, mettendo in pericolo la vita di suo figlio Giovannino e del suo compagno, il procuratore Luca Spada.

## Episodi
| Stagione         | Episodi | Prima TV |
| ---------------- | ------- | -------- |
| Prima stagione   | 8       | 2023     |
| Seconda stagione | 8       | 2025     |

## Personaggi e interpreti

### Personaggi principali
- Maria Corleone (stagioni 1-2), interpretata da Rosa Diletta Rossi. È la figlia del boss mafioso Luciano e della moglie Rosa, sorella di Sandra e Stefano, gemella di Giovanni e compagna del procuratore Luca Spada, di cui è molto innamorata e da cui ha avuto un figlio, il piccolo Giovannino. Dopo essere nata e cresciuta a Palermo, decide di trasferirsi a Milano per diventare una stilista. In occasione dell'anniversario di matrimonio dei suoi genitori decide di tornare nella sua città natale, ma durante i festeggiamenti il fratello gemello, Giovanni, viene ucciso da un finto cameriere. Dopo la morte di quest'ultimo, Maria, accecata dalla rabbia giura vendetta per il suo omicidio, tanto da iniziare a collaborare strettamente con la mafia, in modo da difendere l'onore della sua famiglia. Molto ostinata, risoluta e vendicativa, nonostante i conflitti e i frequenti litigi, vuole davvero bene ai suoi familiari e si dichiara pronta a tutto per difenderli e per non voltare le spalle al suo sangue diventa una criminale sempre più potente e pericolosa, anche se questo significa rinnegare e tradire l'uomo che ama e perdere la sua fiducia.
- Don Luciano Corleone (stagioni 1-2), interpretato da Fortunato Cerlino. È un boss mafioso, marito di Rosa e padre di Sandra, Maria, Giovanni e Stefano, che per loro è disposto a tutto.
- Luca Spada (stagioni 1-2), interpretato da Alessandro Fella. È un procuratore coraggioso e determinato, nato e cresciuto a Milano ed è il compagno di Maria, della quale è innamorato e da cui ha avuto un figlio, Giovannino. La loro relazione entra in crisi dal momento che muore uno dei fratelli di Maria. Per allontanarlo da sé, Maria gli fa credere di aver perso il bambino e questo tragico evento assieme alla chiara scelta di Maria di percorrere la strada del crimine come suo padre, lo spinge dopo un tentativo di farla ragionare di chiudere i rapporti con lei, nonostante sia chiaro che l'ami ancora. Prova un forte rancore nei confronti della donna per essere entrata nella mafia, ritenendola in parte responsabile della presunta perdita del loro figlio.
- Rocco Barresi (stagione 1), interpretato da Giuseppe Tantillo. È un amico d'infanzia di Maria da sempre invaghito di lei, appartenente alla famiglia di rivali dei Corleone. Dopo la morte di Giovanni, il fratello gemello di Maria, viene indicato tra i principali sospettati del suo omicidio, ma solo quest'ultima crede nella sua innocenza. Viene ucciso da uno degli uomini di Vincenzo Nisticò, nel tentativo di proteggere Maria.
- Santa Nisticò (stagione 1), interpretata da Tosca D'Aquino. È la moglie mentalmente instabile di Vincenzo, boss 'ndranghetista, che ha deciso di rimanere in Calabria per non seguire i loro sporchi traffici. Viene uccisa da Luca Spada, nel tentativo di proteggere Maria e il figlio Giovannino.
- Sandra Corleone (stagioni 1-2), interpretata da Federica De Cola. È la figlia del boss mafioso Luciano e della moglie Rosa, sorella di Maria, Giovanni e Stefano e moglie di Antonio, che desidera da anni di diventare madre e questo suo desiderio si realizza quando la sorella le affida il piccolo Giovannino. Vuole bene ai suoi fratelli, soprattutto ama moltissimo Giovannino e pur sapendo che Maria è sua madre, lo considera a tutti gli effetti come figlio suo, tanto da cercare sempre e solo di proteggerlo dalla vita pericolosa e oscura della famiglia Corleone.
- Rosa Florio in Corleone (stagione 1), interpretata da Aglaia Mora. È la moglie fedele del boss mafioso Luciano e madre di Sandra, Maria, Giovanni e Stefano, che viene uccisa in un'esplosione causata dal figlio dei Nisticò sotto gli occhi di Maria.
- Stefano Corleone (stagioni 1-2), interpretato da Vittorio Magazzù. È il figlio più piccolo del boss mafioso Luciano e della moglie Rosa e fratello di Sandra, Maria e Giovanni. A differenza dei suoi fratelli egli disprezza profondamente la vita da criminale e mafioso che il padre conduce, non a caso dirige una radio locale, la quale denuncia pubblicamente la mafia locale e i suoi misfatti. Il suo idealismo però lo rende fragile e per questo verrà allontanato dalla famiglia. Tiene moltissimo ai suoi fratelli e al piccolo Giovannino, ma spesso discute con la sorella Maria perché non approva affatto il suo stile di vita preoccupandosi per lei e cerca spesso di indurla a prendere delle decisioni più legali.
- Giovanni Corleone (stagione 1), interpretato da Vladimir Randazzo. È il figlio del boss mafioso Luciano e della moglie Rosa, fratello di Sandra e Stefano e gemello di Maria, che viene ucciso durante l'anniversario di matrimonio dei suoi genitori da un finto cameriere.
- Antonio (stagione 1), interpretato da Emmanuele Aita. È il marito di Sandra, che lavora nella clinica dei Corleone. Viene ucciso dagli uomini di Luciano, dopo che ha tradito la fiducia della famiglia dei Corleone, rivelando a Santa Nisticò che Giovannino è il figlio di Maria.
- Carmine Cutrera (stagioni 1-2), interpretato da Gaetano Aronica. È il vicequestore che lavora in sinergia con Luca Spada.
- Gloria Chiosi (stagione 1), interpretata da Gaia Messerklinger. È una collega di Luca Spada.
- Corrado Salemi (stagione 1), interpretato da Bruno Torrisi. È l'avvocato dei Corleone, che viene ucciso da Maria e Rocco dopo che hanno scoperto i suoi inganni contro la famiglia dei Corleone.
- Don Gaetano "Tano" Tommasino (stagione 1), interpretato da Pierluigi Misasi. È il boss di Carini che sta tramando contro i Corleone per diventare il nuovo Capo dei Capi. Viene ucciso da Don Luciano per vendicare il figlio Giovanni.
- Remo Benassi (stagioni 1-2), interpretato da Augusto Zucchi. È un legale esperto, consigliere e abile manovratore, che lavora con Maria nel mondo della moda milanese.
- Massimo Corraò (stagioni 1-2), interpretato da Alessandro Mario. È il luogotenente di Don Luciano.
- Franco Garritano (stagione 1), interpretato da Paolo Ricca. È il sicario assoldato per eliminare Luciano Corleone.
- Tony Zerilli (stagioni 1-2), interpretato da Christian Burruano. È il figlio di Saro Zerilli che risiede in America e che cercherà in ogni modo di vendicarsi per l’arresto dal padre ritenendo i Corleone responsabili.
- Marcello (stagione 1), interpretato da Alan Cappelli Goetz.
- Monica Piaggi (stagione 1), interpretata da Valeria Zazzaretta. È la sorella di Riccardo "Ricky" e amica dell'università di Maria, che si suicida a causa del cambio di proprietà della Maison Fiore da parte del fratello.
- Riccardo "Ricky" Piaggi (stagione 1), interpretato da Lorenzo Maria Cervasio. È il fratello di Monica Piaggi e dirigente della Maison Fiore.
- Don Saro Zerilli (stagioni 1-2), interpretato da Orio Scaduto. È uno dei capi famiglia scappati a New York anni prima.
- Stella (stagione 1), interpretata da Stella Sabbadin.
- Vittorio Tommasino (stagione 1), interpretato da Jacopo Cavallaro. È il figlio di Don Tano, che viene ucciso da Rocco Barresi.
- Procuratore capo (stagione 1), interpretata da Valeria Contadino.
- Marco Nisticò (stagione 1), interpretato da Mauro Conte. È un mafioso appartenente all'organizzazione degli 'ndranghetisti.
- Assessore Castaldi (stagione 1), interpretato da Paolo Giangrasso. Viene soffocato con una busta all'interno della sua auto dal clan dei Nisticò.
- Claudio Mannino (stagione 1), interpretato da Vincenzo Crivello. È un commerciante di prodotti di pelle e parente di Franco Garritano.
- Don Vincenzo Nisticò (stagione 1), interpretato da Raffaele Gangale. È un boss 'ndranghetista.
- Don Ernesto Spadone (stagione 1), interpretato da Mario Pupella.
- Vito (stagione 2), interpretato da Moisè Curia. È un picciotto fidato di Don Luciano.
- Beatrice Serra (stagione 2), interpretata da Denise Tantucci. È una ragazza misteriosa che si avvicina a Stefano. poi si scoprirà che è Lucia Lombardo, figlia del boss Matteo.
- Denise Abbiati (stagione 2), interpretata da Denny Mendez. È la titolare dello stripclub presso cui lavora Chantal.
- Chantal Fonseca (stagione 2), interpretata da Desiree Popper. È la ragazza che nasconde Tony Zerilli durante la sua latitanza.
- Ian (stagione 2), interpretato da Gabriele Sangrigoli. È il luogotenente di Matteo Lombardo.
- Procuratore capo Ruggeri (stagione 2), interpretato da Stefano Fregni. È il nuovo superiore di Luca Spada.
- Ispettore di polizia (stagione 2), interpretato da Cesare Biondolillo.
- Socio di Lombardo (stagione 2), interpretato da Gabriele Benedetti.
- Manuela (stagione 2), interpretata da Valentina Carli. È un avvocato che Luca Spada conosce da tanti anni e calla quale decide di affidarsi per riavere Giovannino.
- Matteo Lombardo (stagione 2), interpretato da Fabrizio Ferracane. È il nuovo rivale di Don Luciano che farà di tutto per scalzarlo approfittando della sua lontananza da Palermo.
- Nicola Abbadangelo (stagione 2), interpretato da Bruno Bilotta. È il boss del carcere che protegge Don Luciano.
- Salvatore Caruso (stagione 2), interpretato da Vincent Papa. È il responsabile del movimento container al porto di Palermo.
- Bruno (stagione 2), interpretato da Luciano Miele. È un dipendente del porto di Palermo che rimane fedele ai Corleone.

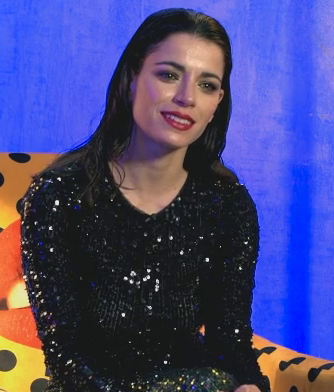
Rosa Diletta Rossi interpreta Maria Corleone
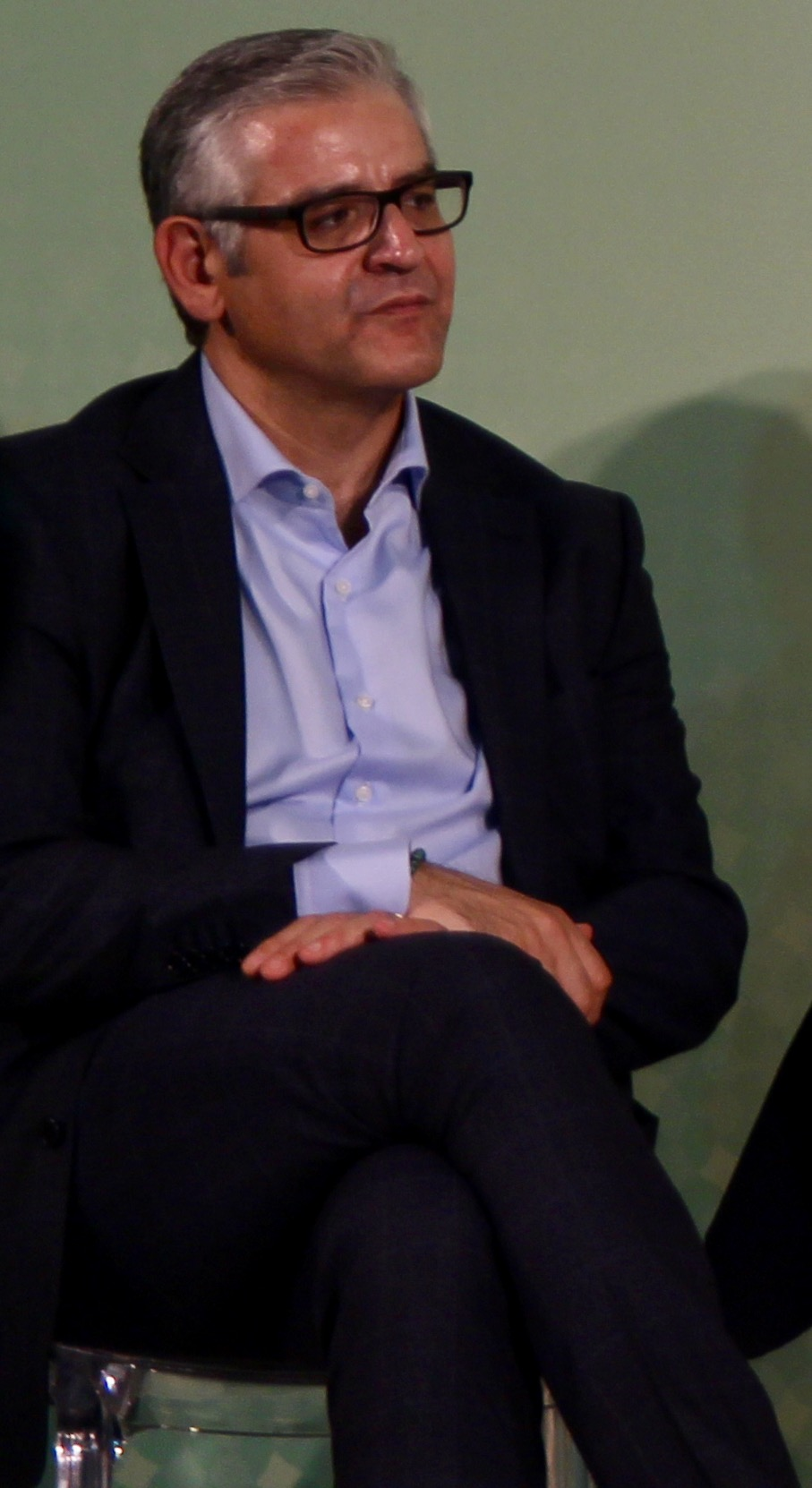
Fortunato Cerlino interpreta Luciano Corleone
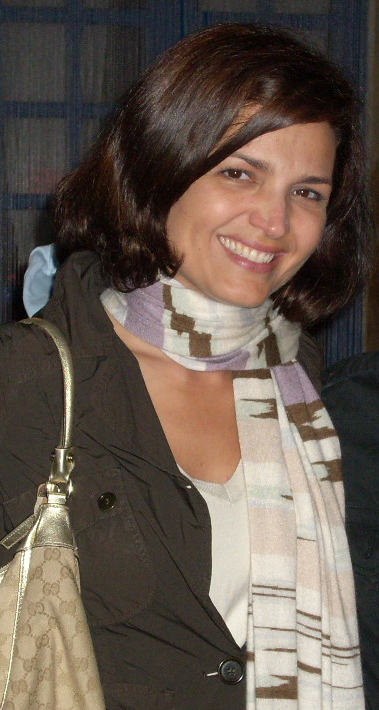
Tosca D'Aquino interpreta Santa Nisticò
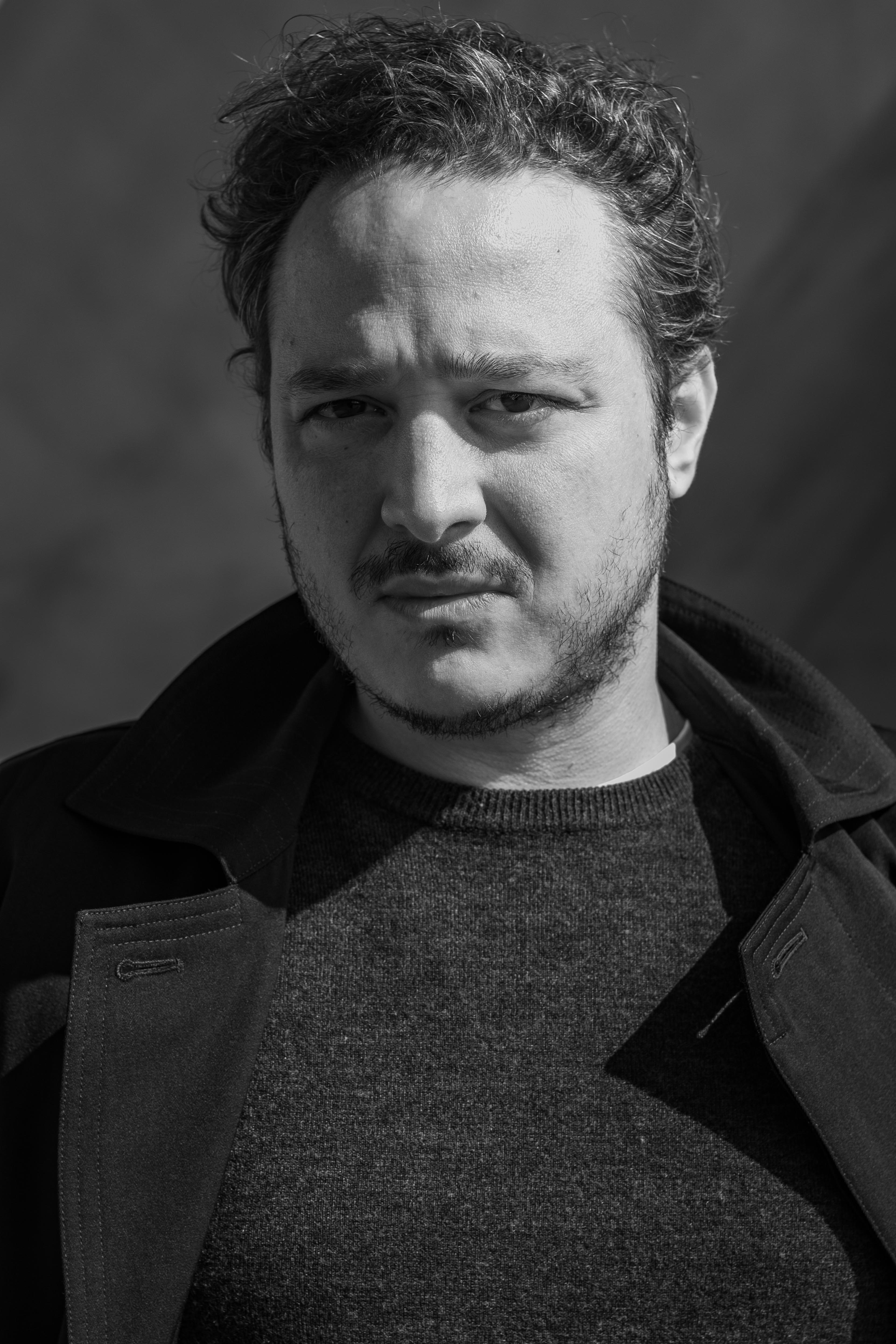
Emmanuele Aita interpreta Antonio
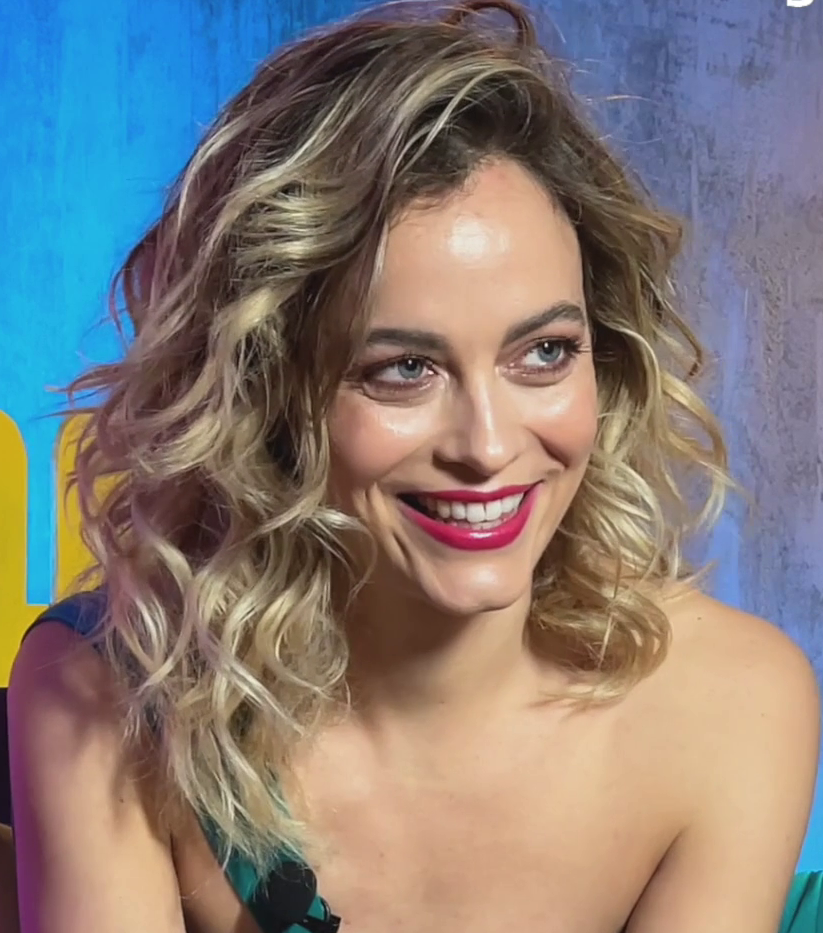
Gaia Messerklinger interpreta Gloria Chiosi
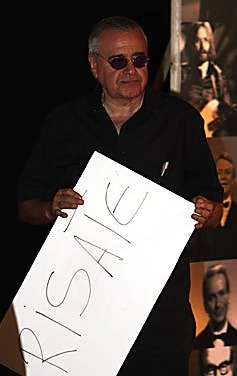
Augusto Zucchi interpreta Remo Benassi
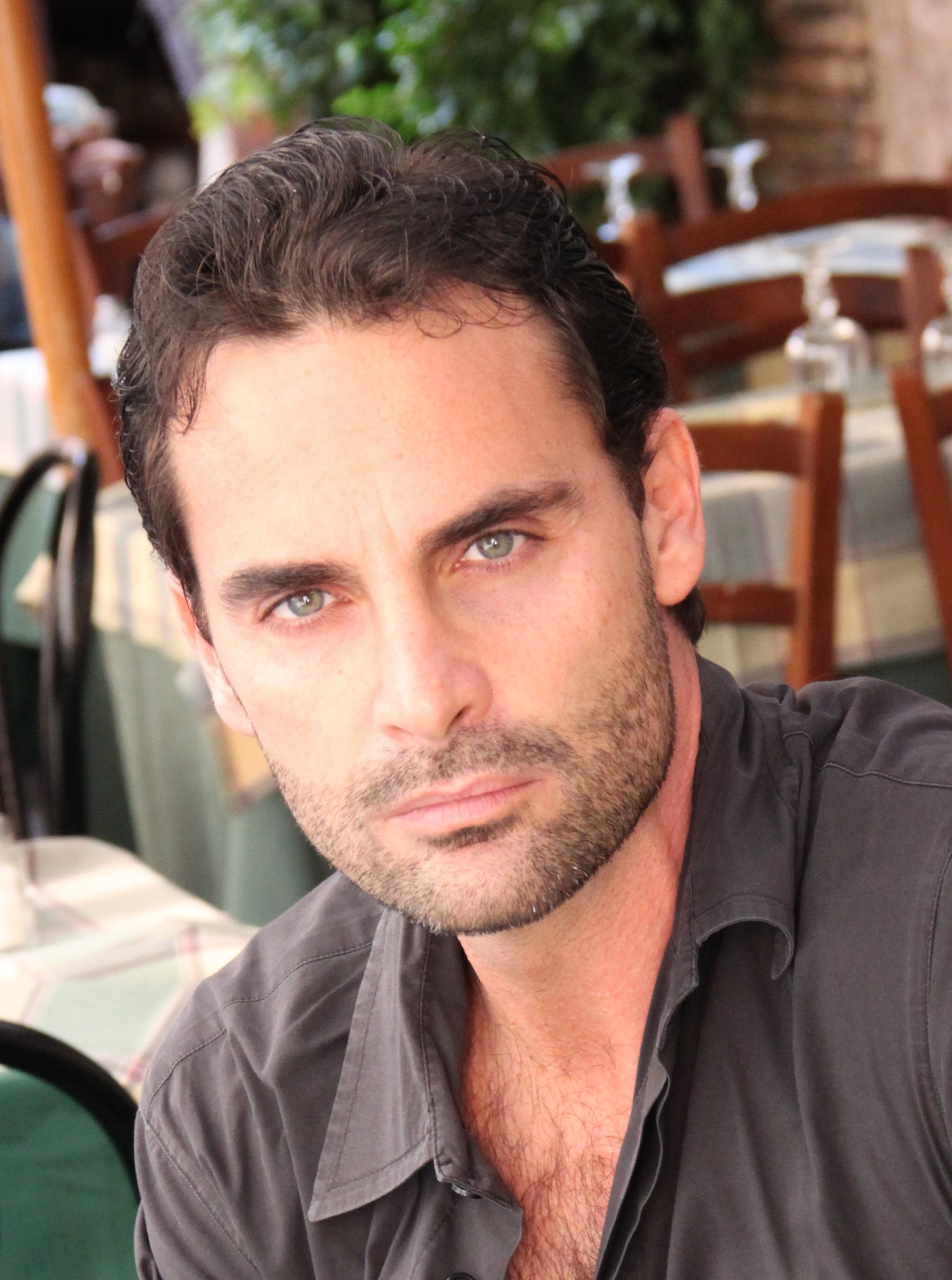
Alessandro Mario interpreta Massimo
Alan Cappelli Goetz interpreta Marcello
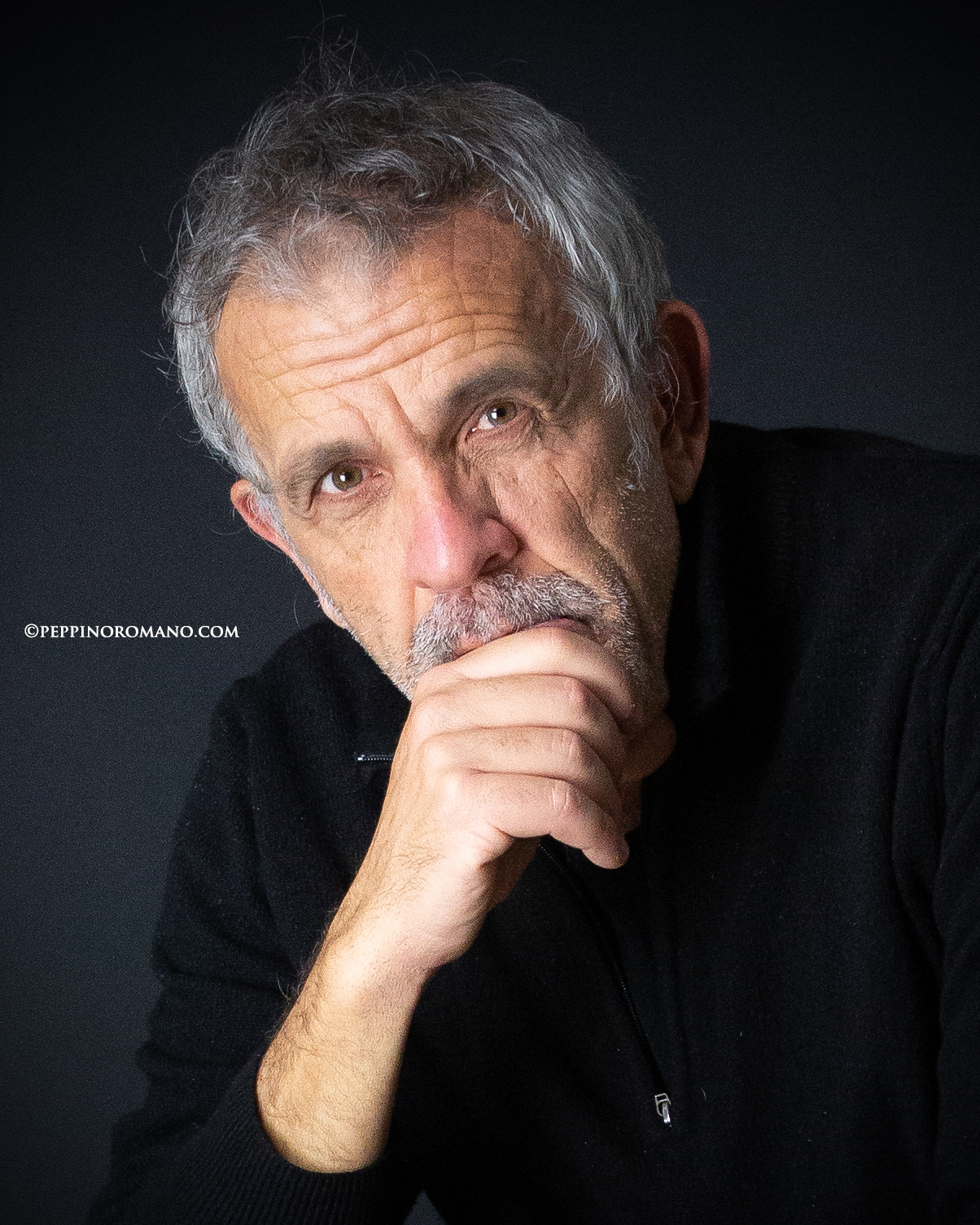
Orio Scaduto interpreta Saro Zerilli

### Personaggi secondari
- Nina (stagione 1), interpretata da Beatrice Barillà.
- Don Gaspare Barresi (stagione 1), interpretato da Sergio Vespertino. È lo zio di Rocco Barresi e capo del clan Barresi, ucciso in un agguato in casa sua.
- Ennio Nisticò (stagione 1), interpretato da Luca Attadia. È il figlio di Vincenzo Nisticò che piazza la bomba sotto l'auto di Maria che causa la morte di sua madre e del suo autista.
- Hacker (stagione 1), interpretato da Giuseppe Provinzano.
- Peppe 'u mutu (stagione 1), interpretato da Gaetano Carotenuto. È un sicario di Tommasino.
- Stupratore (stagione 1), interpretato da Vincenzo Scuruchi. È un uomo che è stato ucciso da Maria quando era piccola, dopo che aveva tentato di stuprare sua sorella Sandra.
- Giovanni Corleone a 10 anni (stagione 1), interpretato da Alessandro D'Antuono.
- Maria Corleone a 10 anni (stagione 1), interpretata da Marta Parisi.
- Rocco Barresi a 10 anni (stagione 1), interpretato da Davide Amato.
- Sandra Corleone a 17 anni (stagione 1), interpretata da Matilde Peraino.
- Stefano Corleone a 8 anni (stagione 1), interpretato da Lorenzo Serra.
- Rosario Mancuso stagione 1), interpretato da Paolo Aquino.
- Infiltrato DEA (stagione 1), interpretato da Sandro Bersani.
- Moglie di Castaldi (stagione 1), interpretata da Alice Chiesa.
- Aricò (stagione 1), interpretato da Maurizio D'Agostino.
- Cantante della festa (stagione 1), interpretata da Nusia Gorgone.
- Bodyguard di Maria (stagione 1), interpretato da Angelo Eterno.
- Giovannino (stagione 2), interpretato da Arturo Baldini.
- Dottoressa (stagione 2), interpretata da Valeria Perlato.
- Franco Cerere (stagione 2), interpretato da Silvio Laviano.
- Infermiera (stagione 2), interpretata da Rita Cancellaro.
- Funzionario di banca (stagione 2), interpretato da Nicola Ciccariello.
- Malavitoso camion (stagione 2), interpretato da Eustachio Guida.
- Spadone jr (stagione 2), interpretato da Massimo Pupella.
- Magistrata (stagione 2), interpretata da Roberta Garzia.
- Cuoco (stagione 2), interpretato da Fabio Cursio Giacobbe.
- Scopino (stagione 2), interpretato da Alessandro Cecere.
- Pediatra (stagione 2), interpretata da Giulia Greco.

## Produzione
La serie è creata da Pietro Valsecchi, diretta da Mauro Mancini, scritta da Mizio Curcio, Paolo Marchesini, Graziano Diana, Giacomo Martelli, Davide Lisino e Grazia Giardiello e prodotta da Taodue e Clemart in collaborazione con RTI.

### Rinnovo
Prima ancora del termine della messa in onda della prima stagione, gli sceneggiatori della serie hanno annunciato il rinnovo per una seconda stagione.

### Riprese
Le riprese della prima stagione sono state effettuate da dicembre 2021 alla fine di febbraio 2022 a Roma (in particolare a Fiumicino) e a Palermo (in particolare ad Aspra, frazione del comune di Bagheria). Le riprese della seconda stagione sono state effettuate da luglio a ottobre 2024 tra Roma e Milano.

## Distribuzione
La serie è andata in onda in prima serata su Canale 5 dal 13 settembre 2023 al 20 maggio 2025: la prima stagione è stata trasmessa dal 13 settembre al 4 ottobre 2023, mentre la seconda stagione è stata trasmessa dal 29 aprile al 20 maggio 2025.

## Promozione
Inizialmente, il titolo previsto per la serie era Lady Corleone, poi in seguito di una diffida a Taodue da parte del sindaco di Corleone, Nicolò Nicolosi, è stato deciso di modificare il titolo ne La ragazza di Corleone e annunciato durante i palinsesti Mediaset della stagione 2022-2023. Infine, il titolo è stato definitivamente modificato in Maria Corleone e annunciato durante i palinsesti della stagione successiva con la messa in onda programmata dal 13 settembre 2023. In seguito, la prima stagione è stata presentata il 9 settembre 2023 a Verissimo da Rosa Diletta Rossi, dove è tornata il 26 aprile 2025 per presentare la seconda stagione.